# Система програмування
Система програмування (programming system) - 1) те ж що й інструментальна система; 2) система автоматичного програмування, що складається з мови програмування, компілятора або інтерпретатора програм, які написані на цій мові, відповідної документації, а також допоміжних засобів для підготовки програм до виконання;
Інструментальна система (development environment) — комплекс програмних або програмних і технічних засобів, який використовується фахівцями з програмування як інструмент для розробки програмного забезпечення (програм, програмних комплексів та систем тощо). 
Мова програмування — формальна мова представлення програм для системи програмування. 

## Мови програмування низького рівня
Мови програмування низького рівня орієнтовані на конкретний тип процесора і враховують його особливості. 
Переваги
з допомогою мов низького рівня створюються ефективні і компактні програми, оскільки розробник отримує доступ до всіх можливостей процесора. 
Недоліки
Програміст, що працює з мовами низького рівня, має бути високої кваліфікації, добре розуміти будову комп’ютера. 
Отримана програма не може бути перенесена на комп’ютер з іншим типом процесора. 
Мови низького рівня, як правило, використовують для написання невеликих системних додатків, драйверів пристроїв, модулів стиків з нестандартним обладнанням, коли найважливішими вимогами є компактність, швидкодія і можливість прямого доступу до апаратних ресурсів. 

## Асемблер
Мови програмування високого рівня можна сказати є зрозумілішими людині, ніж комп'ютеру. Особливості конкретних комп’ютерних архітектур в них не враховуються, тому створені програми легко переносяться з комп’ютера на комп’ютер, де встановлено транслятор цієї мови. Розробляти програми на таких мовах значно простіше і помилок допускається менше. 
- Фортран
- Кобол
- Алгол
- Pascal
- Java
- C
- C++
- C#
- Objective C
- SmallTalk
- J++
- Delphi

## П’ять поколінь мов програмування
1 покоління
початок 1950-х років – мови перших комп’ютерів. Перша мова асемблера, створена за принципом “одна інструкція – один рядок”. 
2 покоління
кінець 1950-х – початок 1960-х р.р. Розроблено символьний асемблер, в якому з’явилося поняття змінної. Це перша повноцінна мова програмування. 
3 покоління
1960-ті рр. – мови програмування високого рівня. Їхні характеристики: 
- відносна простота;
- незалежність від конкретного комп’ютера;
- можливість використання потужних синтаксичних конструкцій.

Простота мов дає змогу писати невеликі програми і людям, які не є професійними програмістами. 
4 покоління
початок 1970-х рр. дотепер. Створюються мови, призначені для реалізації крупних проектів. Проблемно-орієнтовані мови, що оперують конкретними поняттями вузької галузі. Як правило, в такі мови вбудовують потужні оператори, що дозволяють одним рядком описувати функції, для опису яких мовами молодших поколінь потрібно було б сотні-тисячі рядків початкового коду. 
5 покоління
з середини 1990-х рр. – досі. Це системи автоматизованого проектування програмного забезпечення (САПР ПЗ). Створення прикладних програм, редакторів, САПРів для людей, які не знайомі з програмуванням: Word, Excel, PcAD, OrCAD, PSPICE, MathCad, ACAD і т. д. 
Компілятор (англ. Compiler від англ. to compile збирати в ціле) - комп'ютерна програма (або набір к. програм), що перетворює (компілює) програмний код, написаний певною мовою програмування (мова джерела, англ. source language), на семантично еквівалентний код в іншій мові програмування (мова цілі, англ. target language). Що, як правило, є необхідним для виконання програми на машині, наприклад: на комп'ютері. 
Коротко компілятор можна визначити, як програма або технічний засіб, що виконує компіляцію. 
Історично компілятором називалась програма що зв'язувала підпрограми, чим й зумовлено походження слова. Сьогодні це завдання виконує консолідатор або лінкер (англ. Linker). 
Для того щоб бути виконаною програма не завжди повинна бути перекладена К., існує також інший принцип: Інтерпретатор (англ. Interpreter). 
Компілятор – це програма, що читає програму записану початковою мовою і записує цільовою мовою. Цей процес називають компіляцією (трансляцією, перекладом). Він складається з двох частин 
Аналіз (parsing) – розбиття початкової програми на складові частини та створення проміжного представлення 
Синтез – побудова цільової програми з проміжного представлення 
Початкова мова визначається її синтаксисом – описом того, з яких конструкцій складається мова, та семантикою – набором правил, що визначають суть цих конструкцій. 